# Фіторемедіація
Фіторемедіація — комплекс методів очищення стічних вод, ґрунтів і атмосферного повітря з використанням зелених рослин. Один з напрямків більш загального методу біоремедіаціі.

## Принцип
Рослина впливає на навколишнє середовище різними способами. Основні з них:
- різофільтрація — коріння всмоктують воду і хімічні елементи, необхідні для життєдіяльності рослин;
- фітоекстракція — накопичення в організмі рослини небезпечних забруднень (наприклад, важких металів);
- фітоволатилізація — випаровування води і летючих хімічних елементів (As, Se) листям рослин;
- фітостабілізація — переклад хімічних сполук в менш рухому і активну форму (знижує ризик поширення забруднень);
- фітодеградація — деградація рослинами і симбіотичних мікроорганізмами органічної частини забруднень;
- фітостимуляція — стимуляція розвитку симбіотичних мікроорганізмів, які беруть участь в процесі очищення.

Головну роль в деградації забруднень грають мікроорганізми. Рослина є свого роду біофільтром, створюючи для них середовище проживання (забезпечення доступу кисню, розпушення ґрунту). Завдяки цьому процес очищення відбувається також поза періодом вегетації (в період спокою), хоча його інтенсивність дещо знижується.

## Використовувані види рослин
Для фіторемедіаціі може бути використаний широкий спектр водних рослин (гідроботанічні очищення), наприклад:
- Очерет (Phragmiittes communiis)
- Іва (Salix cinerea, Salix peuntandra)
- Ряска (Lemna sp.)

В даний час проводяться активні дослідження гіпер накопичувачів (наприклад, водяний гіацинт — Eichhornia crassipes — вже застосовується в фіторемедіаціі), а також можливості генної модифікації рослин (прищеплення рослинам бактеріальних генів, відповідальних за розкладання органічних речовин, наприклад, метилртуті та вибухових речовин).

## Переваги
- можливість місцевих ремедіацій;
- відносно низька собівартість робіт, що проводяться в порівнянні з традиційними очисними спорудами;
- безпека для навколишнього середовища;
- теоретична можливість екстракції цінних речовин (Ni, Au, Cu) з зеленої маси рослин;
- можливість відстежування процесу очищення;
- якість очищення не поступається традиційним методам, особливо при невеликому обсязі стічних вод (наприклад, в селах).

## Навіщо застосовується фіторемедіація?
В ході застосування методу фіторемедіаціі використовуються природні процеси, що відбуваються в рослині, цей метод не вимагає використання додаткового обладнання і трудових ресурсів, так як основну роботу виконують самі рослини. Також для очищення території за допомогою цього методу не потрібно розкопувати і вивозити ґрунт, відкачувати ґрунтові води, а це економить енергію. Дерева і дрібні рослини також запобігають ерозії ґрунтів, покращують зовнішній вигляд забруднених ділянок, знижують рівень шуму і підвищують якість повітря.
Фіторемедіація успішно використовується вже в багатьох країнах світу, включаючи щонайменше 10 ділянок по всій території США, включених в програму Superfund. Цей же метод використовується для очищення забруднених ґрунтових вод в околицях колишнього Абердинського випробувального полігону в Меріленді. Ця територія використовувалася для скидання і спалювання промислових і бойових хімічних речовин з 1940х по 1970-ті роки. У ґрунтових водах цієї місцевості були виявлені промислові знежирюючі склади і розчинники.
Навесні 1996 року 183 тополі були висаджені на площі в один акр (близько 4 км²). Дерева укоренялися, проникаючи в зону заражених ґрунтових вод і сприяли розпаду хімічних речовин при їх проходженні через кореневу систему. Рівень ґрунтових вод навколо дерев говорить про те, що рослини утримують забруднювачі і запобігають їх переміщення в чисті зони. За оцінками Управління з охорони навколишнього середовища США (EPA)[джерело?], через 30 років після початку процесу очищення, кількість хімічних речовин в ґрунтових водах може знизитися на 85 %.